# A Incrível Verdade
A Incrível Verdade (em inglês:  The Unbelievable Truth) é um filme estadunidense de 1989, o primeiro dirigido por Hal Hartley.

## Elenco
- Adrienne Shelly como Audry Hugo
- Robert John Burke como Joshua "Josh" Hutton
- Christopher Cooke como Vic Hugo
- Julia McNeal como Pérola
- Katherine Mayfield como Liz Hugo
- Gary Sauer como Emmet
- Mark Bailey como Mike
- David Healy como Todd Whitbread
- Matt Malloy como Otis
- Edie Falco como Jane
- Paul Schultze como Bill
- Bill Sage como Gus